# FlyLAL-Lithuanian Airlines
Die AB flyLAL-Lithuanian Airlines (früher Lithuanian Airlines, Lietuvos avialinijos) war eine Fluggesellschaft mit Sitz in der litauischen Hauptstadt Vilnius. Sie existierte nach der Einstellung des Linienflugbetriebes am 17. Januar 2009 nur noch als Charter-Airline FlyLAL Charters. Im Sommer 2010 wurde sie durch die Nachfolgegesellschaft Small Planet Airlines abgelöst.

## Geschichte
Als erste Fluggesellschaft der baltischen Staaten begann AB Lietuvos avialinijos (Lithuanian Airlines) schon 1991 mit einem eigenständigen Flugbetrieb. Die aus acht Tu-134A, fünf Jak-42D, sieben Jak-40, vier An-24 und drei An-26 (Frachter) bestehende Flotte wurde vom ehemaligen Aeroflot-Direktorat übernommen. Das Unternehmen orientierte sich sofort nach Westeuropa und Skandinavien. Eine von der irischen GPA Group gemietete Boeing 737-200 führte am 20. Dezember 1991 den Erstflug nach Kopenhagen durch. Beim Aufbau des Flugbetriebs fungierte die ungarische Malév als Berater und übernahm die Pilotenschulung für die Boeing 737. Ende 1992 wurde Lithuanian Vollmitglied der IATA. Mit Zukauf weiterer Boeing 737 konnten mehrere Tu-134 verkauft werden, und auch für die An-24 und Jak-40 fanden sich Abnehmer, so dass die Flotte weiter vereinheitlicht werden konnte.
1994 führte die Fluggesellschaft eine neue Flugzeugbemalung ein. Mit der Indienststellung der Regionalprops der Typen Saab 340 und Saab 2000 in den Jahren 1996 und 1998 erfolgte die Außerdienststellung der verbliebenen Tu-134A. Die Jak-40 wurden an das Tochterunternehmen Aviakompanija Lietuva transferiert. 1999 führte Lithuanian Airlines nochmals eine neue Farbgebung ihrer Flugzeuge ein. 2000 hatte AB Lietuvos avialinijos 1.090 Mitarbeiter.
2005 erfolgte die Privatisierung der bis dahin staatlichen Gesellschaft an eine Investorengruppe. Seitdem flog die Gesellschaft unter dem Warenzeichen „flyLAL“ und bot Internetbuchung nebst elektronischen Tickets an. Im März 2006 wurde eine Übernahme von 33 % der Aktien durch die schwedische Fluggesellschaft FlyMe bekannt gegeben, die aber im März 2007 Konkurs angemeldet hat. Der Betrieb der FlyLAL war davon nicht betroffen. FlyLAL gab Anfang 2008 bekannt, dass man ein assoziiertes Mitglied der SkyTeam-Allianz würde und somit ein möglicher Kandidat für eine feste Mitgliedschaft in dieser Allianz sei. Gleichzeitig gründete man die FlyLAL charters, die alle Charterflüge der Fluggesellschaft mit vorerst einer Boeing 757-200 übernehmen sollte.
Im Januar 2009 entzog die litauische Luftfahrtbehörde flyLAL die Flugerlaubnis, da aufgrund der finanziellen Schwierigkeiten der Gesellschaft die Sicherheit nicht mehr gewährleistet sei. Daraufhin stellte die flyLAL am 17. Januar 2009 den Flugbetrieb ein. Der letzte Linienflug kam aus Amsterdam und landete am 17. Januar 2009 um 0:05 in Vilnius. Am 23. Januar wurde beim Gericht in Vilnius die Konkurserklärung eingereicht. In den Büchern der flyLAL stehen 90 Millionen Litas Verbindlichkeiten (etwa 26 Mio. Euro) sowie verkaufte Flugtickets im Wert von 6 Millionen Litas (1,7 Mio. Euro).
Nach zähen Verhandlung erhielt die Tochtergesellschaft FlyLAL charters im Frühjahr 2009 eine Lizenz zum Betrieb von Ferienflügen, die z. B. in die Türkei und nach Griechenland durchgeführt werden. Die Investoren sind bei positivem Ausgang des Rechtsstreits mit Air Baltic und dem Flughafen Riga wegen Gebührendumpings an einer eventuellen Wiederaufnahme des Linienbetriebs interessiert und haben daher bisher ihr Kapital nicht abgezogen.
Seit dem 3. Juli 2009 hat die neue litauische Linienflug-Gesellschaft Star1 Airlines einige frühere flyLAL-Ziele ab Vilnius übernommen.
2010 wurde als Nachfolgerin der FlyLAL charters die Small Planet Airlines gegründet.

## Flugziele
Internationale Flugziele von Vilnius Airport waren zuletzt Amsterdam, Barcelona, Málaga, Palma de Mallorca, Madrid, Brüssel, Paris, Dublin, London Stansted, London Gatwick, Stockholm, Tbilisi, Tel Aviv, Thessaloniki, Mailand, Rom, Frankfurt am Main, Odessa, Tallinn, Riga, Moskau und St. Petersburg. Internationale Flugziele von Klaipėda/Palanga Airport waren London und Dublin, daneben bestand eine nationale Verbindung zwischen Vilnius und Klaipėda/Palanga (nur im Sommer).
Mit Air Baltic, Finnair und LOT bestanden Codeshare-Abkommen.

## Flotte

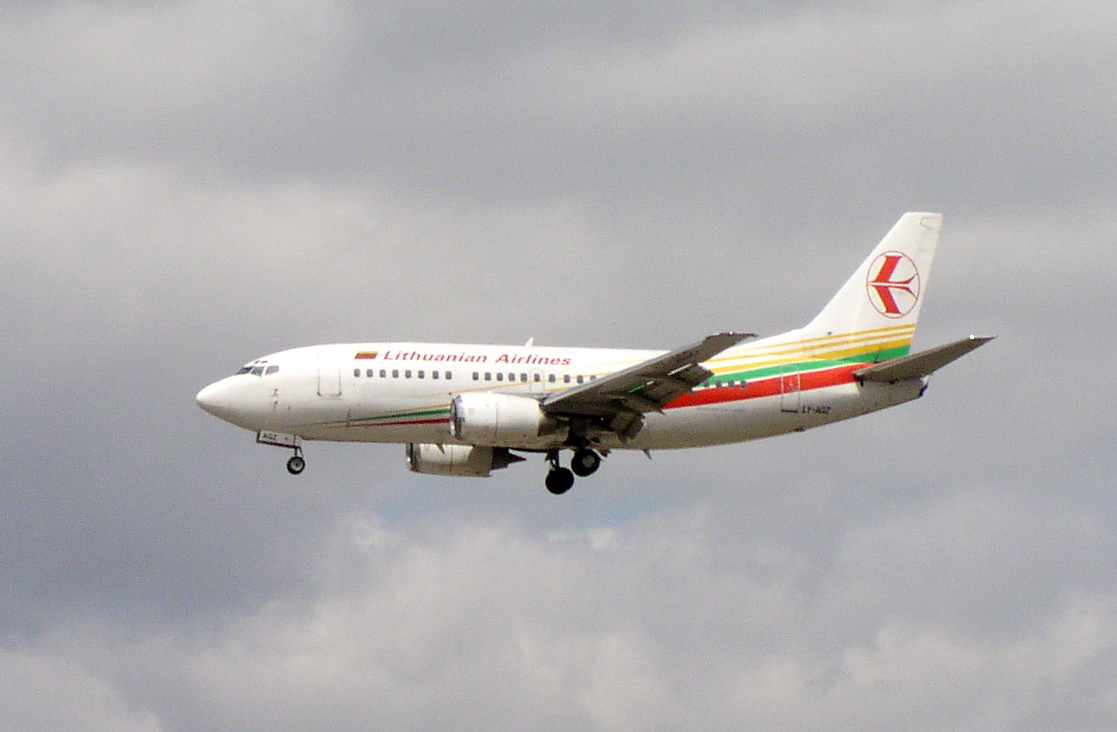
Boeing 737-500 in alter Bemalung

(Stand: November 2008)
- 3 Boeing 737-300
- 6 Boeing 737-500
- 2 Boeing 757-200
- 3 Saab 2000